# Scarus niger
Scarus niger là một loài cá biển thuộc chi Scarus trong họ Cá mó. Loài này được mô tả lần đầu tiên vào năm 1775.

## Từ nguyên
Tính từ định danh của loài trong tiếng Latinh có nghĩa là "đen", hàm ý đề cập đến màu sắc sẫm tối (thực ra là xanh lục rất sẫm) của cá đực.

## Phạm vi phân bố và môi trường sống

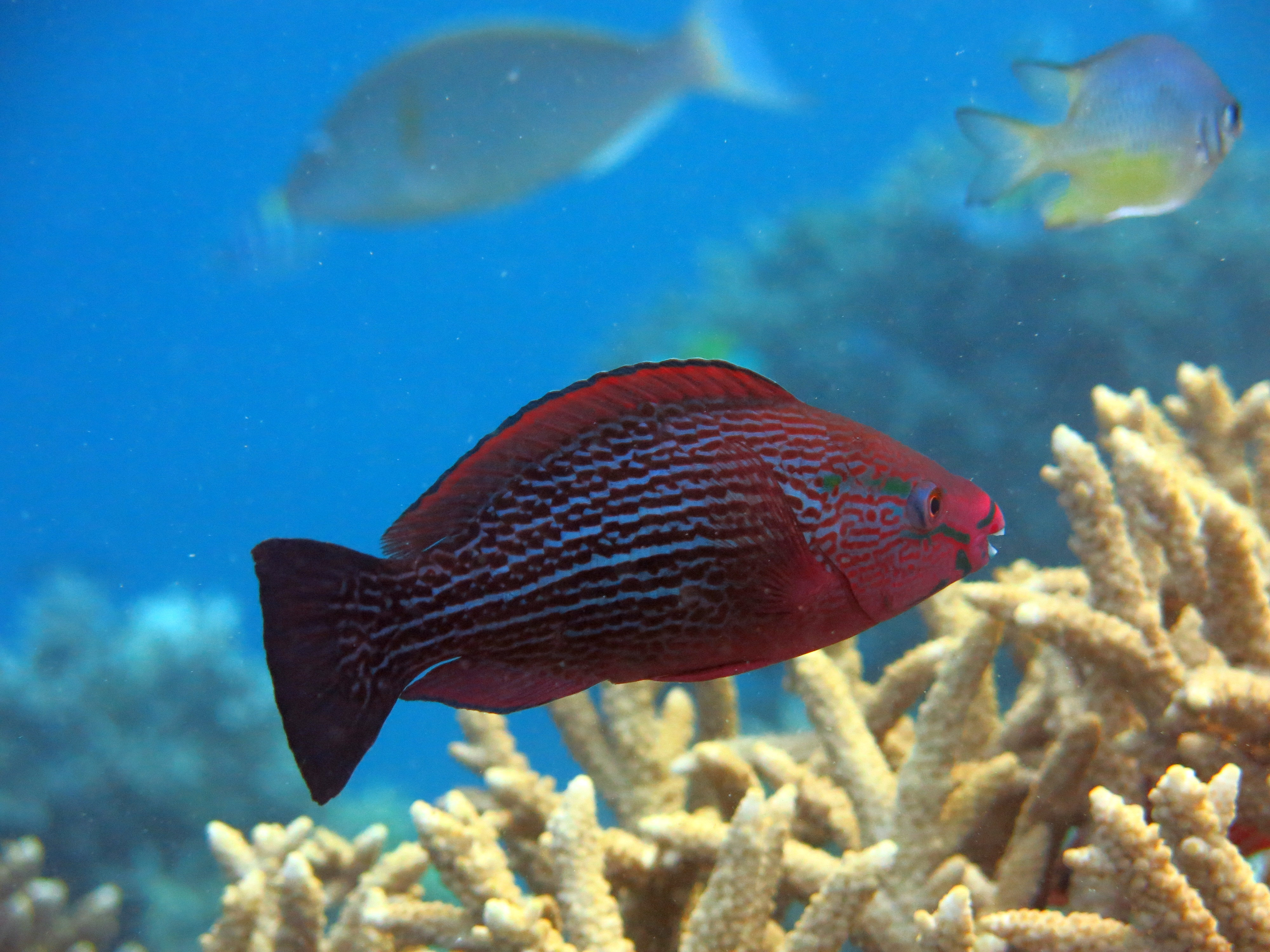
Cá cái (AĐD)

S. niger có phạm vi phân bố rộng khắp Ấn Độ Dương - Thái Bình Dương.
Từ Biển Đỏ và bờ biển phía nam bán đảo Ả Rập, loài này được ghi nhận trải dài dọc theo bờ biển Đông Phi đến Nam Phi, bao gồm Madagascar và hầu hết các đảo quốc thuộc Ấn Độ Dương, cũng như bờ biển phía nam Ấn Độ và Tây Úc.
Còn ở Thái Bình Dương, từ biển Andaman, phạm vi của chúng mở rộng đến hầu hết vùng biển các nước Đông Nam Á; ngược lên phía bắc đến quần đảo Ryukyu và quần đảo Ogasawara, cũng như vùng biển phía nam Nhật Bản); trải dài đến nhiều đảo quốc và quần đảo thuộc châu Đại Dương ở phía đông, xa nhất là đến quần đảo Société và Tuamotu (không được ghi nhận tại quần đảo Hawaii, quần đảo Line và quần đảo Marquises); giới hạn phía nam đến đảo Lord Howe và Rapa Iti.
Môi trường sống của S. niger là các rạn san hô viền bờ và rạn san hô trong các đầm phá ở độ sâu đến ít nhất là 30 m.

## Mô tả
S. niger có chiều dài cơ thể tối đa được biết đến là 40 cm. Vây đuôi cụt hoặc hơi bo tròn ở cá cái, hai thùy đuôi phát triển dài hơn tạo thành hình lưỡi liềm ở cá đực. Cá đực có thể có thêm hai răng nanh ở phía sau phiến răng hàm trên (cá cái thường không có răng nanh); phiến răng của hai giới có màu xanh lục lam. Đầu (cá đực lẫn cá cái) có các vệt sọc màu xanh lục lam: hai dưới cằm, một trên môi trên, một ở dưới miệng và kéo dài ra sau mắt, hai ở sau mắt.

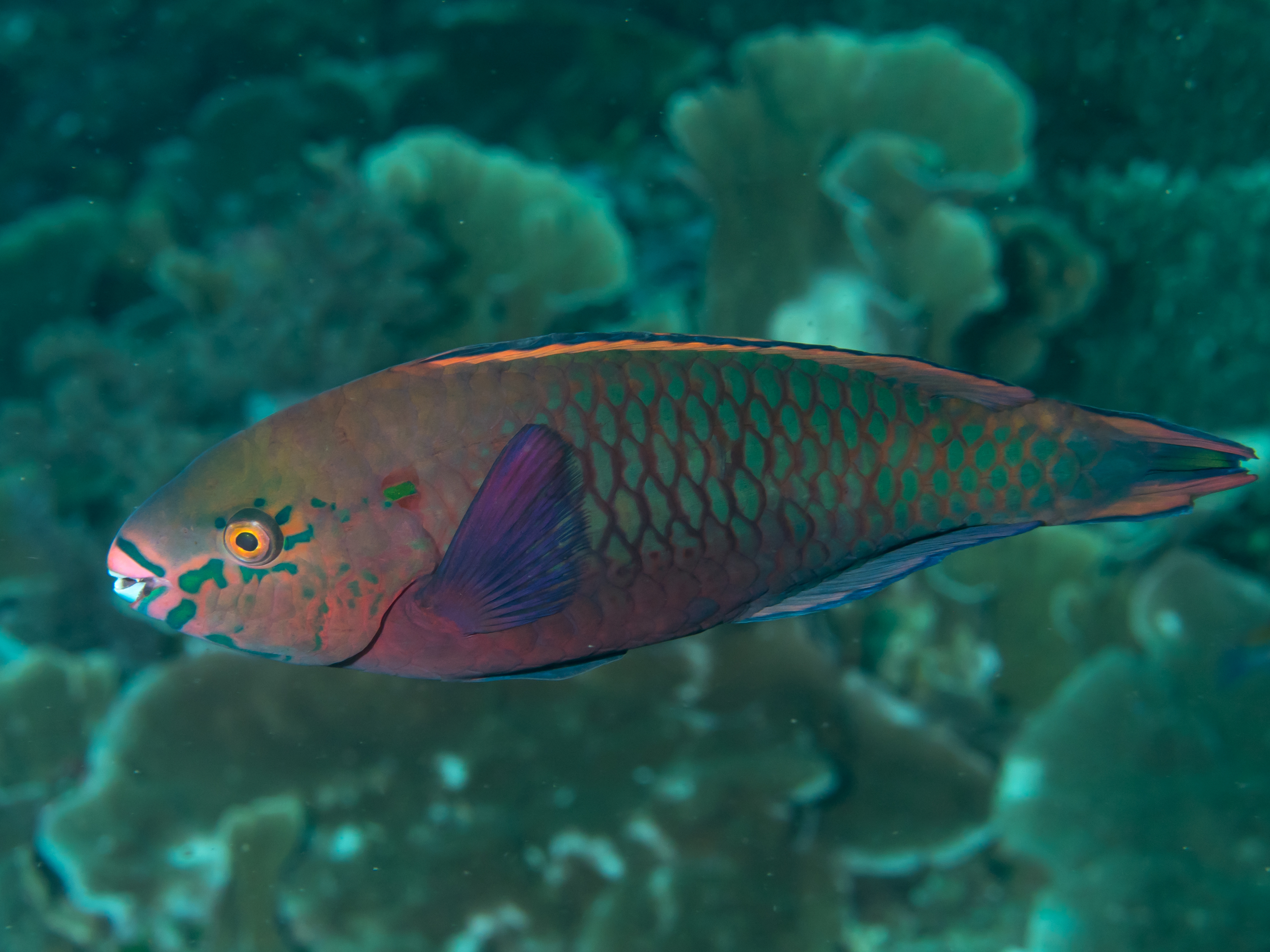
Cá cái (TBD)

S. niger ở hai đại dương có kiểu hình khác biệt, nhiều khả năng đây là quần thể của hai loài riêng biệt, nhưng phân tích di truyền chưa được tiến hành để phân loại đối với loài này. S. niger (cái) Thái Bình Dương có màu đỏ nâu, chuyển thành đỏ cam ở đầu; vảy có viền nâu tạo thành các vệt trên thân. S. niger (cái) Ấn Độ Dương có nhiều vệt sọc màu trắng ở hai bên thân.
Cá đực có màu xanh lục lam sẫm, vảy trên thân có viền màu đỏ thẫm và thường có các chấm đen. Nắp mang có một đốm màu vàng lục. Vây ngực có màu hồng ửng đỏ (AĐD) hoặc xanh tím (TBD). Môi trên màu cá hồi (hồng cam). Thùy đuôi có dải màu cam viền xanh lam. Cá con có màu nâu sẫm với nhiều chấm màu xanh lam sáng trên thân, chuyển thành đỏ cam ở cuống đuôi, còn vây đuôi màu trắng với 2 đốm đen nổi bật.
Số gai vây lưng: 9; Số tia vây ở vây lưng: 10; Số gai vây hậu môn: 3; Số tia vây ở vây hậu môn: 9; Số tia vây ở vây ngực: 13–15.

## Sinh thái học

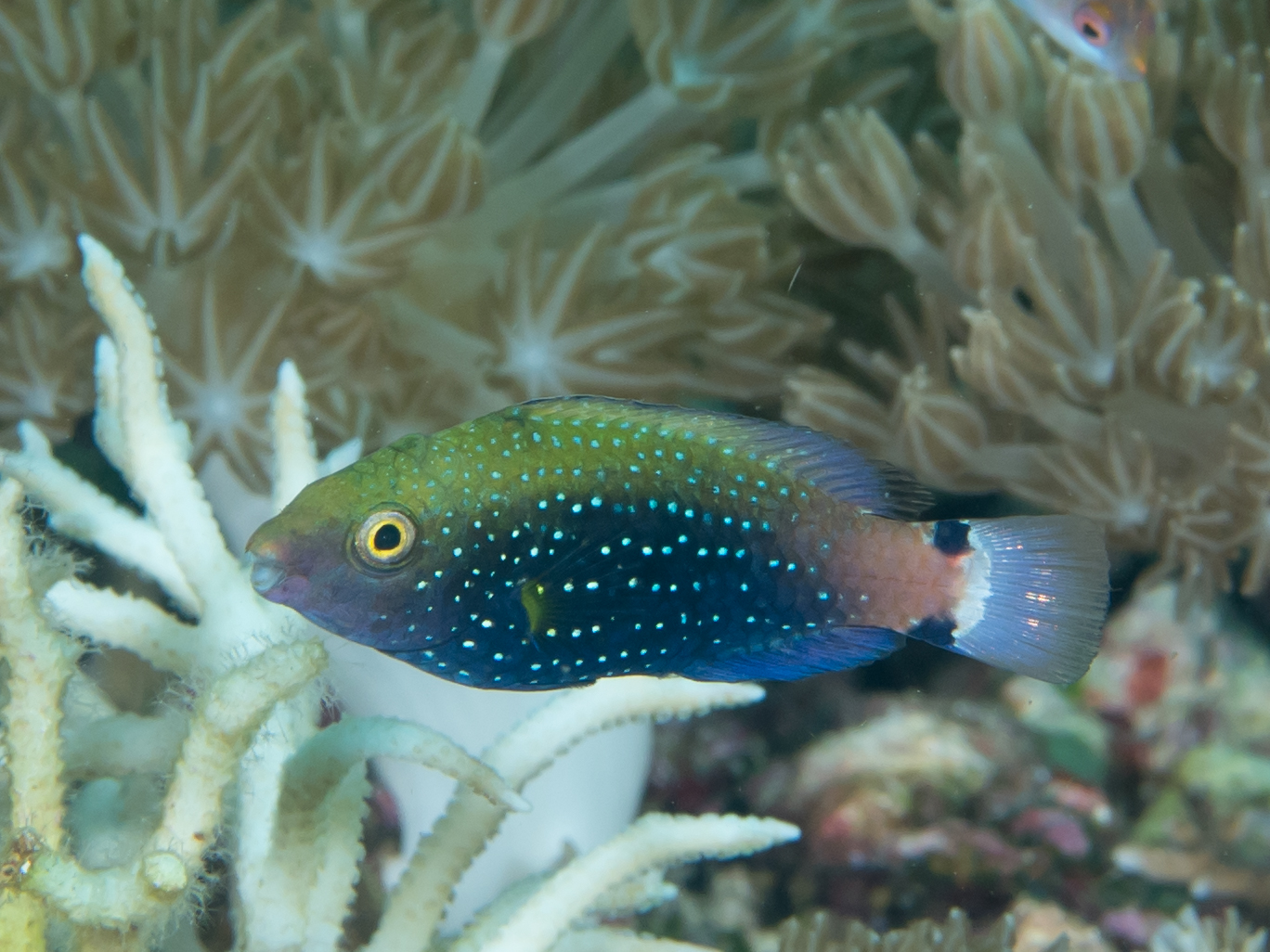
Cá con

Thức ăn của S. niger chủ yếu là tảo. S. niger đực sống theo chế độ hậu cung, gồm nhiều con cái cùng sống trong lãnh thổ của nó; cá con thường sống thành từng nhóm nhỏ và sống gần các thảm tảo và san hô.
S. niger được đánh bắt để làm thực phẩm, chủ yếu được tiêu thụ tại địa phương.